# Eltűnt
Az Eltűnt (eredeti cím: Missing) 2023-ban bemutatott amerikai misztikus filmthriller, amelyet Will Merrick és Nick Johnson (rendezői debütálásuk) írt és rendezett Sev Ohanian és Aneesh Chaganty története alapján, akik a film producerei is voltak Natalie Qasabian mellett. A főbb szerepekben Storm Reid, Joaquim de Almeida, Ken Leung, Amy Landecker, Daniel Henney és Nia Long látható.
Világpremierje 2023. január 19-én volt a Sundance Filmfesztiválon, az Amerikai Egyesült Államokban másnap, január 20-án került a mozikba a Sony Pictures Releasing forgalmazásában. Magyarország 2023. február 
23-án mutatták be a mozikban. Általánosságban pozitív visszajelzéseket kapott a kritikusoktól, és 48 millió dolláros bevételt hozott a pénztáraknál.

## Cselekmény
A 18 éves June Allen egyedülálló édesanyjával, Grace-szel él Los Angeles egyik külvárosában. Bár közel állnak egymáshoz, June-t mégis bosszantja Grace próbálkozásai, hogy rendbe hozza az életét. Amikor Grace a kolumbiai Cartagenába megy nyaralni párjával, Kevinnel, June a bulizásnak szenteli az idejét, és próbálja elkerülni Grace ügyvéd barátnőjét, Heathert. Egy héttel később June várja anyját és Kevint a Los Angeles-i nemzetközi repülőtéren, de nem érkeznek meg, majd a szállodában végzett vizsgálat során kiderül, a csomagjaik nem kerültek ki onnan. Amikor az FBI attaséja az amerikai konzulátuson nem jut semmire, June úgy dönt, saját maga érdeklődik, és végül felbérel egy kolumbiai bérmunkást, Javiert, aki kevés pénzért teljesíti June kéréseit.
June feltöri Kevin Gmail-fiókjának jelszavát, és több álnevet és egy bűnügyi nyilvántartást fedez fel, amelyben számos nőtől csalta ki a pénzt. June úgy véli, Kevin elrabolta az édesanyját, ezért megkéri Javiert, keressen nyomokat az édesanyja hollétére Kolumbiában. Kevin korábbi lépéseit egy nevadai helyre követi, ahol beszél Jimmyvel, egy volt elítéltek számára létrehozott keresztény rehabilitációs központ lelkészével, aki elmondja neki, hogy Kevin rehabilitálódott, és valójában szerelmes Grace-be. Kevin online társkereső profilja ezt megerősíteni látszik, mivel a korábbi üzenetek arra utalnak, hogy Grace már tudott Kevin múltjáról. Elijah FBI-ügynök elmondja June-nak; felvételeket kapott egy bűnbanda emberrablásáról, amely Kevin és Grace kolumbiai elrablásáról készült. June gyorsan leleplezi a kitalált történetet, amikor rájön, hogy Kevin felbérelt egy Rachel nevű színésznőt, aki eljátszotta a reptérre menet elrabolt édesanyját. Kiderül, Grace-nek korábban más neve volt, ami az interneten találgatásokhoz vezet a karakterével kapcsolatban.
June megesküszik, hogy anyja ártatlan, de Heatherre gyanakszik, amikor felfedez egy titkosított kommunikációt közte és Kevin között, mire June szembeszáll Heatherrel, és bizonyítékot gyűjt a rossz viselkedéséről. Az irodáját feldúltan találja, a számítógépét pedig éppen törlik. Ezután felfedezi Heather holttestét egy raktárhelyiségben. Később June élőben látja a kolumbiai rendőrségi razzia felvételeit, ahol Kevint lelövik, annak ellenére, hogy megadta magát. June úgy tűnik, zsákutcába került, és már majdnem feladja, amikor régi hangüzenetekből rájön anyja e-mail fiókjának jelszavára. A letiltott felhasználóit átnézve egy Grace-nek címzett fenyegető e-mailt talál, ami elvezeti őt a megfigyelő kamerák felfedezéséhez, amelyeket Kevin vásárolt, hogy egy elhagyatott házba telepítse, ami történetesen az ő régi nevadai nyaralója. Megjelenik Jimmy, és kiderül, ő June apja – azaz James, akiről June úgy hitte, gyerekkorában agydaganatban meghalt. Azt állítja, Grace érzelmileg instabil volt, és elvette tőle June-t, miután hamis vádakkal letartóztatták. Amikor akaratlanul is elárulja, hogy Kevin-nel egy időben volt börtönben, June rájön, James és Kevin együtt tervelték ki az egészet. James drogfüggő volt, akinek a visszaélései veszélyeztették a családját, Grace pedig azt mondta June-nak, hogy rákban haldoklik, így akarta megvédeni őt. James bosszút akart állni azáltal, hogy felbérelte Kevint, akit a börtönben ismert meg, magát potenciális barátnak kiadva, így megtalálhatta Grace-t és June-t.
James elrabolja June-t, és elviszi az elhagyatott házba, ahol Grace-t is fogva tartja. Amikor Grace látja, hogy James elrabolta June-t, megpróbál megszökni, de meglövik. James megpróbál elmenekülni June-nal, de ekkor Grace egy üvegszilánkkal nyakon szúrja. James visszazárja a lányt a szobába, és megpróbál a laptopján egy közeli kórházat keresni, de közben elvérzik. June rájön; James nem kapcsolta ki a laptopját, amikor elrabolta, és a biztonsági kamera hangját használva szól Sirinek, hogy tárcsázza a 911-et, hogy megmentse őt. Egy évvel később Grace túlélte a lőtt sebét, June pedig továbbtanul. Történetéből film készült az Unfiction című krimisorozatban. Grace elkezdett barátkozni Javierrel, miután June bemutatta őket egymásnak. June azt írja az anyjának, szereti őt, Grace azt válaszolja, hogy ő is szereti.

## Szereplők
| Szerep             | Színész                  | Magyar hang    |
| ------------------ | ------------------------ | -------------- |
| June Allen         | Storm Reid               | Lamboni Anna   |
| June Allen         | Ava Zaria Lee (4 évesen) | Tóth Rozina    |
| Javier Ramos       | Joaquim de Almeida       | Epres Attila   |
| Kevin Lin          | Ken Leung                | Láng Balázs    |
| Heather Damore     | Amy Landecker            | Bertalan Ágnes |
| Veena              | Megan Suri               |                |
| James Allen        | Tim Griffin              | Széles Tamás   |
| Elijah Park ügynök | Daniel Henney            | Pál Tamás      |
| Grace Allen        | Nia Long                 | Németh Borbála |
| Rachel Page        | Lauren B. Mosley         |                |

### Magyar változat
- Magyar szöveg: Vajda Evelin
- Hangmérnök és vágó: Orosz Péter és Soltész Márton
- Gyártásvezető: Farkas Márta
- Szinkronrendező: Nikodém Gerda
- Produkciós vezető: Fodor Eszter

A szinkront a MAHIR Szinkronstúdió készítette el.

## A film készítése
2019 augusztusában bejelentették, hogy fejlesztés alatt áll egy önálló folytatás a Keresés (2018) című filmhez, az eredeti film rendezője, Aneesh Chaganty pedig tisztázta, hogy a történet „nem az eredeti karaktereket vagy cselekményt követi majd”, így a sorozat antológia formátumot kap. 2020 novemberében a producer, Natalie Qasabian elmondta, hogy a koronavírus-világjárvány miatt a film forgatását elhalasztották; a projekt ekkor még egyszerűen Keresés 2. címen futott. 2021 januárjában bejelentették, hogy Will Merrick és Nick Johnson – akik az első film, valamint Chaganty Fuss (2020) című filmjének vágói voltak – írják és rendezik a folytatást, ezzel debütálva rendezőként. A forgatókönyvön Micah Ariel Watson is dolgozott, a produceri munkát pedig Timur Bekmambetov (aki az Ismerős törlése és a Keresés producere is volt), valamint Ohanian, Chaganty és Qasabian látták el. A következő hónapokban Storm Reid és Nia Long is csatlakozott a szereplőgárdához.
A forgatási munkálatok 2021. március 30. és május 30. között zajlottak Los Angelesben. 2022 szeptemberében felfedték, hogy a film címe Eltűnt lesz, és 2023-as bemutatót terveznek. 2022 novemberében a producer és társforgatókönyvíró, Sev Ohanian a Redditen elárulta, hogy a film cselekménye a Run eseményei után játszódik, így egyrészt epilógusként szolgál a Fuss történetéhez, másrészt folytatása a Keresés című filmnek.

## Médiakiadás
A film 2023. március 7-én jelent meg digitális platformokon, DVD-n és Blu-ray kiadásban pedig 2023. március 28-án. Május 20-án jelent meg a Netflixen, és 2 nap alatt az Egyesült Államokban a legtöbbet streamelt film lett.

## Fogadtatás

### Bevételi adatok
Az Eltűnt 32,5 millió dolláros bevételt hozott az Amerikai Egyesült Államokban és Kanadában, 16,3 millió dollárt más területeken, ami világszerte 48,8 millió dolláros összbevételt eredményezett.
A film 3,4 millió dollárt termelt az első napon, ebből 760 ezer dollárt a csütörtök esti előzetesekből. 9,2 millió dolláros hétvégi bevételt ért el, és a negyedik helyen végzett az Avatar: A víz útja, a Csizmás, a kandúr: Az utolsó kívánság és a M3GAN című filmek mögött. A második hétvégén 5,7 millió dollárt gyűjtött, és a hatodik helyen végzett.

### Kritikai visszhang
A Rotten Tomatoes weboldalon 88%-os értékelést kapott 148 kritika alapján, az átlagos értékelése 6,8 pont a 10-ből. Az oldal szöveges összefoglalója szerint: „Az Eltűnt a hitelességet is megerőlteti, amikor arra törekszik, hogy a közönség találgasson, de a gyors tempó és az átélhető félelmek megakadályozzák a fordulatos techno-thrillert abban, hogy elveszítse teljesen a fonalat.” A Metacritic oldalán 100-ból 66 pontot ért el (32 kritika alapján), ami „általánosságban kedvező” kritikát jelent. A CinemaScore által megkérdezett közönség átlagosan „B” osztályzatot adott a filmnek egy A+-tól F-ig terjedő skálán, míg a PostTrak által megkérdezettek 81%-ban pozitívan értékeltek, 60%-uk pedig azt mondta, hogy mindenképpen ajánlaná a filmet.